# Mecyclothorax laetus
Mecyclothorax laetus är en skalbaggsart som först beskrevs av Blackburn 1881.  Mecyclothorax laetus ingår i släktet Mecyclothorax och familjen jordlöpare. Inga underarter finns listade i Catalogue of Life.